# Convolvulus libanoticus
Convolvulus libanoticus är en vindeväxtart som beskrevs av Pierre Edmond Boissier. Convolvulus libanoticus ingår i släktet vindor, och familjen vindeväxter. Inga underarter finns listade i Catalogue of Life.

## Bildgalleri

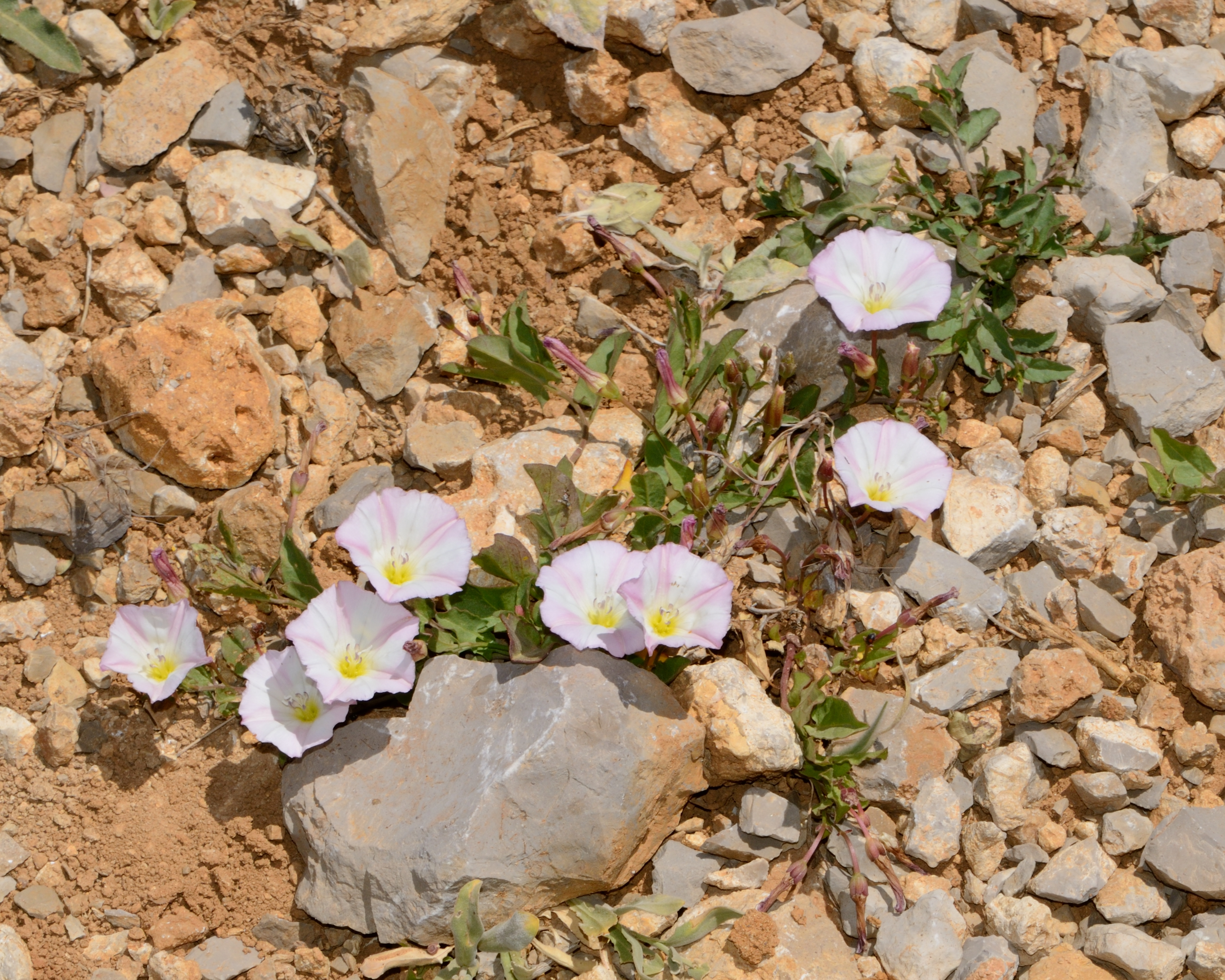